# Fresnedo (Teverga)

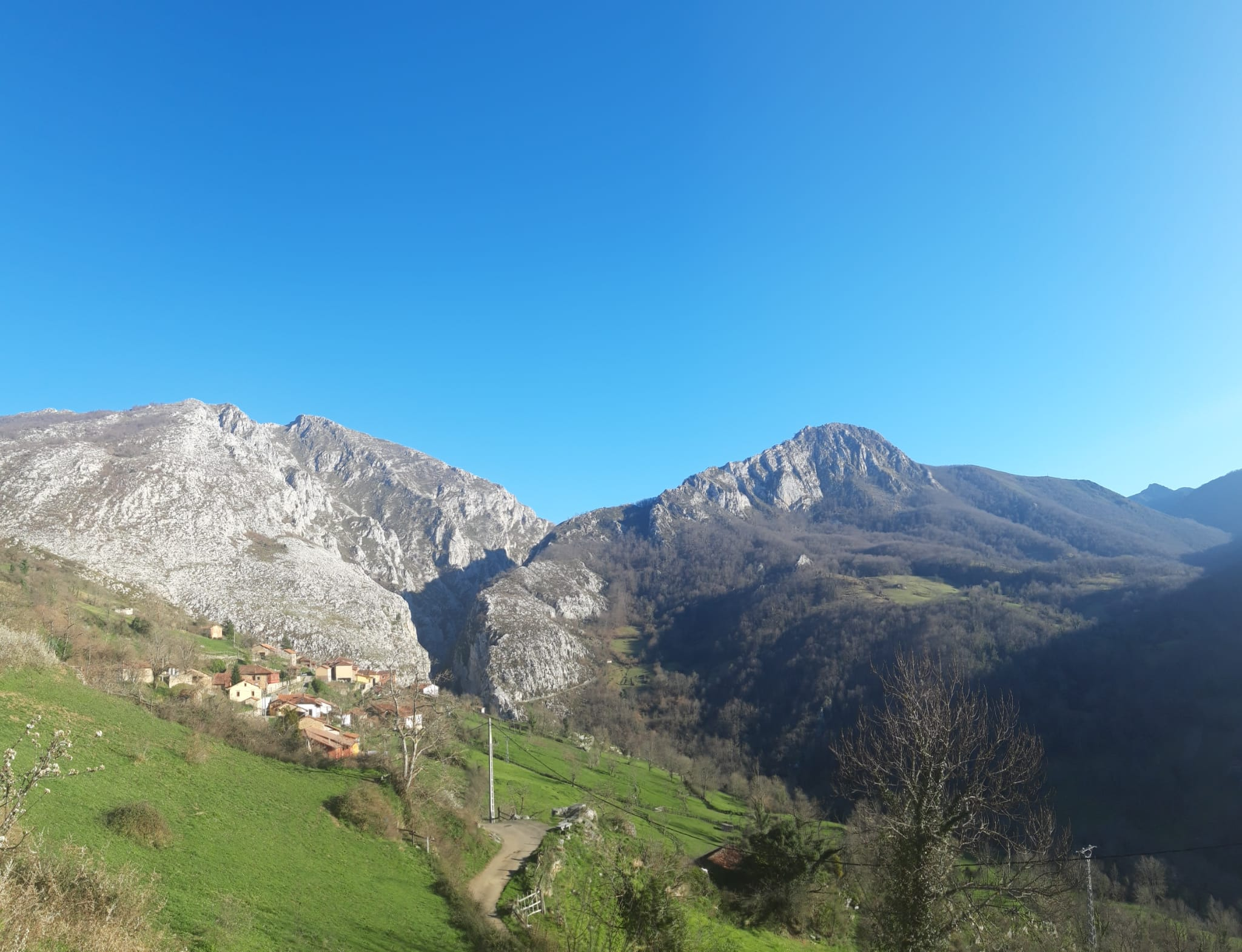
Vista de Fresnedo de Teverga

Fresnedo (oficialmente y en asturiano: Fresnéu) es un pequeño pueblo del municipio de Teverga, al sur del Principado de Asturias, a los pies de la cordillera Cantábrica. Entre sus lugares de interés destacan la cueva de la Huerta, la segunda en extensión del Principado, los Abrigos y Pinturas Rupestres de la Edad de Bronce y el comienzo de la Edad de Hierro y la casa de los Álvarez-Prida, un perfecto ejemplo de arquitectura nobiliaria del municipio.

## Lugares de interés

### Cueva Huerta
La Cueva Huerta es una cueva de interés hidrogeológico y biológico situada a 1 km de Fresnedo en el desfiladero del río Sampedro. Fue declarada Monumento Natural en 2002 y cuenta con un singular conjunto kárstico. Es la segunda cueva asturiana por el desarrollo total de sus galerías (14,5 km).

### Abrigos y Pinturas Rupestres
Ubicados en las montañas cercanas al pueblo de Fresnedo, datan de la Edad del Bronce y el comienzo de la Edad de Hierro y con más de 50 figuras en las que se representan figuras humanas o cápridos, entre otras. Se encuentran los siguientes abrigos: abrigo de Cochantoria, el abrigo de la Cuesta el Paso, el abrigo del Ganado, la cueva del Ganado o el abrigo de Trechacueva.

### Casa de los Álvarez-Prida
La casa de los Álvarez-Prida se encuentra en Fresnedo. Fue construida alrededor del siglo XV por la familia Álvarez-Prida, los hidalgos del pueblo. Hoy en día es propiedad de  la académica María Rosa de Madariaga. Aunque se supone que el edificio data del siglo XV, el lugar pudo albergar anteriormente una villa romana.[cita requerida]
Durante su historia, el edificio ha sufrido numerosas reformas. La más importante de ellas fue la de 1890, que realizada por el político asturiano Emilio Álvarez-Prida Arias, transformó radicalmente la fachada principal, sustituyendo los pequeños ventanucos por balcones y el palomar por una galería. También el interior de la casa fue remodelado; en el primer piso, se hizo un comedor  y un despacho; en el segundo, se construyó una sala y varios dormitorios. Además, se construyó una panera. Otra celebridad del linaje es la química Juana Álvarez-Prida y Vega. 